# Красногорский сельский совет (Крым)
Красногорский сельский совет (укр. Красногірська сільська рада, крымскотат. Kenegez köy şurası) — административно-территориальная единица в Ленинском районе АР Крым Украины (фактически до 2014 года; ранее до 1991 года — в составе Крымской области УССР в СССР, до 1954 года — в составе Крымской области РСФСР в СССР, до 1945 года — в составе Крымской АССР РСФСР в СССР), на Керченском полуострове. Население по переписи 2001 года — 1123 человека, площадь сельсовета 61 км².
К 2014 году сельсовет состоял из 2 сёл:
- Красногорка
- Королёво

## История
Кенегезский сельсовет был образован в начале 1920-х годов в составе Керченского района. По результатам всесоюзной переписи 17 декабря 1926 года Кенегезский сельсовет совет включал 2 населённых пункта (Адык — 140 жителей и Кенегез — 426) с общим населением 566 человек. Постановлением ВЦИК «О реорганизации сети районов Крымской АССР» от 30 октября 1930 года (по другим сведениям 15 сентября 1931 года) Керченский район упразднили и сельсовет включили в состав Ленинского, а, с образованием в 1935 году Маяк-Салынского района (переименованного 14 декабря 1944 года в Приморский) — в состав нового района. Указом Президиума Верховного Совета РСФСР от 21 августа 1945 года Кенегезский сельсовет был переименован в Красногорский. С 25 июня 1946 года сельсовет в составе Крымской области РСФСР. 26 апреля 1954 года Крымская область была передана из состава РСФСР в состав УССР. На 15 июня 1960 года в составе совета числились следующие населённые пункты:

| - - Кирово - Красногорка - Королёво | - - Чернышевское - Широкое - Яркое |

Указом Президиума Верховного Совета УССР «Об укрупнении сельских районов Крымской области», от 30 декабря 1962 года Приморский район был упразднён и сельсовет присоединили к Ленинскому. В 1963 году было упразднено Чернышевское, к 1968 году в состав Красногорского сельсовета добавлены Вулкановка и Краснофлотское, в 1973 году ликвидировано Широкое. Тот де состав сохранялся на 1 января 1977 года, а в период с 1 января по 1 июня того же года был образован Кировский сельсовет, в который перешли Кирово, Вулкановка и Яркое. В 1984 году упразднено Краснофлотское и совет обрёл современный состав. С 12 февраля 1991 года сельсовет в восстановленной Крымской АССР, 26 февраля 1992 года переименованной в Автономную Республику Крым. С 21 марта 2014 года в составе Крыма аннексирован Россией. Законом «Об установлении границ муниципальных образований и статусе муниципальных образований в Республике Крым» от 4 июня 2014 года территория административной единицы была объявлена муниципальным образованием со статусом сельского поселения.
Утверждается, что ранее в числе действующих учитывалось ещё село Новая Королёвка, но в официальных документах оно не значилось.